# Ніч

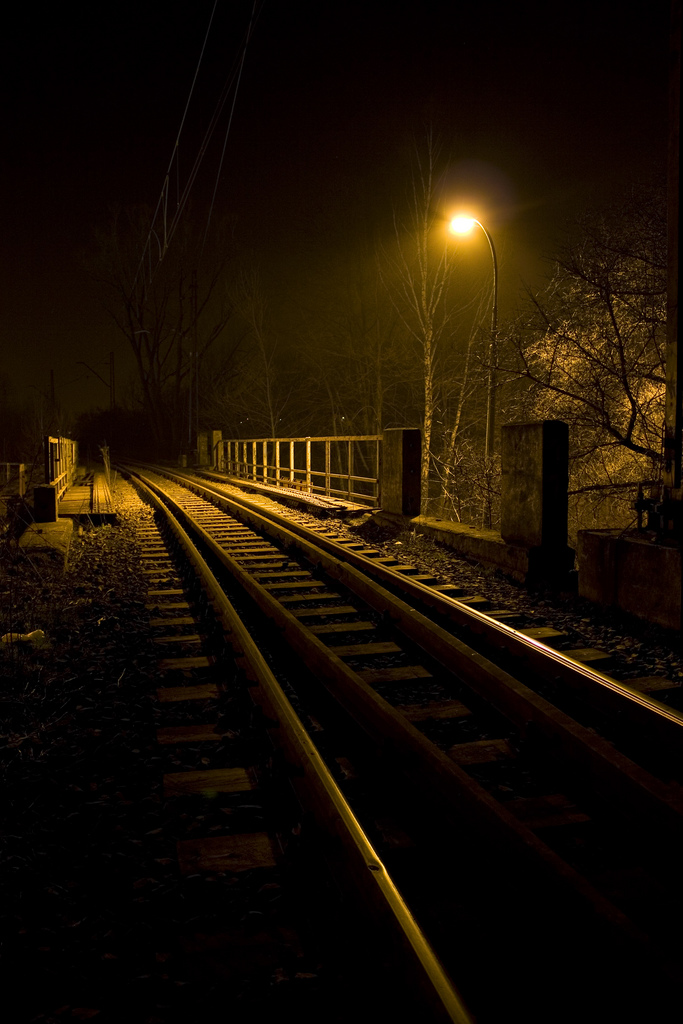
Нічна колія

Ніч — проміжок часу, впродовж якого для певної точки на поверхні небесного тіла (планети, її супутника тощо) центральне світило (сонце, зірка) перебуває нижче за лінію горизонту.
Тривалість нічного періоду для певної точки залежить від її широти, пори року, нахилу осі обертання планети до екліптики, періодів власного обертання та навколо зірки (планети).
Оскільки осі обертання планет сонячної системи неперпендикулярні відносно площини їхніх орбіт, тривалість ночей на них змінюється впродовж їхнього повертання навколо сонця з річною періодичністю. У межах полярних кіл планет, тривалість ночі може перевищувати сонячну добу (полярна ніч). Полярна ніч триває від однієї сонячної доби на широті полярного кола до пів року на полюсі.
Згідно з українським законодавством про працю нічним визнається час з 22 до 6 години.
Ніч — період тривалістю принаймні одинадцять послідовних годин, який охоплює встановлений компетентним органом влади проміжок часу тривалістю принаймні сім послідовних годин між десятою годиною вечора та сьомою годиною ранку; компетентний орган влади може встановлювати різні проміжки часу для різних районів, галузей промисловості, підприємств чи їхніх філіалів, але він зобов'язаний проводити консультації із зацікавленими 
організаціями підприємців і працівників, перш ніж встановити проміжок часу після одинадцятої години вечора.